# Wohlfahrtiodes suenagai
Wohlfahrtiodes suenagai är en tvåvingeart som beskrevs av Hiromu Kurahashi 1994. Wohlfahrtiodes suenagai ingår i släktet Wohlfahrtiodes och familjen köttflugor. Inga underarter finns listade i Catalogue of Life.